# Mihail Cristodulo Cerchez

Mormântul lui Mihail Cristodulo Cerchez de la Cimitirul Eternitatea din Iaşi.

Mihail Cristodulo Cerchez (n. 8 iunie 1839, Bârlad — d. 12 iulie 1885, Iași) a fost un general român, care a condus trupele române în Războiul de Independență (1877) la Grivița, Bucov, Opanez, Smârdan, Plevna, Vidin.

## Biografie
A făcut studiile la Academia Mihăileană din Iași și a ocupat o funcție la departamentul justiției. Intrat în armată cu gradul de cadet, peste un an a fost înaintat sublocotenent. În Războiul de Independență al României (1877-1878) avea gradul de colonel și a luat parte la luptele de la Plevna (august-noiembrie 1877), iar Osman Pașa  și-a predat sabia în mâinile sale. Înaintat general, Mihail Cerchez s-a distins  și la lupta de la Smârdan. A fost membru al Societății literare Junimea din  Iași.
A fost înmormântat la Cimitirul Eternitatea din Iași. 
În semn de recunoștință pentru tot ce a făcut în Războiul pentru independența Bulgariei, poporul bulgar i-a ridicat un bust în fața Mausoleului Ostașului Român de la Grivița.

## Fotogalerie

Mormântul lui Mihail Cristodulo Cerchez de la Cimitirul Eternitatea din Iaşi.